# Багряновський Корнелій Феліксович
Багряновський Корнелій Феліксович (бл. 1860, с. Чичелівка, Волинська губернія — 31 липня (12 серпня) 1896) — революційний народник.

## Життєпис
Народився в дворянській сім'ї. В 1879 році став членом революційно-демократичного гуртка Івана Івановича Басова в Києві. В тому ж році Багряновського арештували та присудили до каторжних робіт, які він виконував на Карі. В 1884 році Багряновського відправили на поселення до Якутського краю. За спробу втечі (1891 рік) присудили до тюремного ув'язнення, після чого Багряновського відправили на поселення до Верхоянська. Покінчив життя самогубством.